# ロバート・ガルシア (龍虎の拳)
ロバート・ガルシア（Robert Garcia）は、SNKの対戦型格闘ゲーム『龍虎の拳』などに登場する架空の人物。

## キャラクター設定
『龍虎の拳』の主人公であるリョウ・サカザキの親友であり、ライバル。リョウと同じく極限流空手の師範代であり、「最強の虎」と呼ばれる。『龍虎の拳』と『龍虎の拳2』では準主役であり、『龍虎の拳 外伝』（以下『外伝』と表記）では主人公になった。
イタリアの名家ガルシア家の御曹司として何不自由なく暮らしていたが、ガルシア財閥（財団）の後継者として帝王学を学ばせようとする父・アルバートの教育方針に反発して武道にのめり込み、『龍虎の拳』ネオジオ版販促用小冊子では少年時代に家出同然で極限流空手に入門したとされる。ただし、「元々はガルシア家の帝王学教育の一環として『武道における精神の高揚』を学ぶためにイタリアで極限流の修行を行っており、極限流への入門自体はロバート自身の意思ではなかった」としている書籍もある。極限流空手を選んだ理由については、『外伝』で子供の頃から格闘技を学んでいたリョウへの憧れが示唆されている。入門後、稽古を続ける内にサカザキ家の面々と深い友情を結ぶ。その後、単身武者修行の旅に出たロバートは心身ともに立派な青年に成長した。
リョウの妹ユリに好意を抱いており、『龍虎の拳』ではユリがさらわれたと知って、リョウと共にサウスタウン中を奔走することになる。『外伝』では逆にユリに窮地を救われる場面もあり、エンディングではユリを伴ってイタリアへ帰国した。ユリとは相愛の間柄のはずながら十数年後の未来でも未婚のままである。『外伝』後のユリとの関係についてファンから質問された際には、『龍虎の拳』の開発者が「ユリはこのまま大人しく籍に入る女性ではない」「いずれ交際するかもしれないが、少なくとも現在のユリはまだ兄に自分の力を認めさせるのに懸命のようだ」という旨の回答をしている。『外伝』のヒロインにあたるフレア・ローレンスとは幼馴染で、ロバートが首に掛けているペンダントはフレアとの再会を約束して作られた。
ガルシア財団のエージェントであるカーマン・コールは幼い時のロバートを守る役目を務めており、子供時代を指して「はねっ返りの坊や」と評している。
トレードマークは後ろで括られた長髪の黒髪だが、作品毎に真ん中分け、オールバック、真ん中分け風オールバックと微妙に違いがある。また初期作品での割れた顎も印象的であるが、これも作品によって割れていたりいなかったりと特に一定していない。
一人称は基本的に「わい」であるが、『龍虎の拳』の販促用冊子の漫画内などでは「俺」を使うこともまれにある。少年時代は「僕」だった。言語は関西弁表記であるがこれは本当に関西弁の日本語を喋っているわけではなく、イタリア訛りの英語を表現している（一方で『KOF'97』などでは椎拳崇との関西弁のやりとりが見られる）。CM版では英語の台詞に関西弁の字幕が表示されていた。
『KOF』シリーズ本編ではリョウと共に常に出場していたが、アーケード版『KOF XI』で初の欠場となった。不参加の理由は「ガルシア財団のプロジェクトに参加するため」と『KOF XI』の公式ストーリーで語られていた（外伝的作品である『KOF EX2』でも大会の主催にガルシア財団も加わっていることで不参加となっている）。しかし、後述のように家庭用版のみ出場した後、『KOF XII』において旧衣装で再出場を果たした。
『ネオジオバトルコロシアム』（以下『NBC』と表記）では『武力 〜BURIKI ONE〜』の年齢設定で登場するリョウ（Mr.カラテ）同様に年数を経た姿で登場した。デザインも一新され、服装の変更に加えてストレート風だった長髪がやや巻き毛気味になっている。こちらの衣装に準じたロバートはPlayStation 2版『KOF XI』に隠しキャラクターとして登場しているが、ドット絵を流用しつつもイラストの方は従来通り若い顔つきで描き下ろされている。
ラッキョウが嫌いな理由は「昔、リョウに死ぬほど食べさせられた」からである。
モデルは俳優のスティーヴン・セガールとアンディ・ガルシア。また、キャラクターの造形としてはジョン・トラボルタのようなアゴの割れた二枚目を意識しており、ライバルのリョウとは逆に、イタリア人らしく濃い顔で、ガッシリと太めの体付きになっていると開発者からコメントされている。
『KOF XIV』では時代に合わなくなったことを理由にオーランド・ブルームをモデルにしていて、薄い口ヒゲを生やしている。
2019年に発表された乙女ゲーム『THE KING OF FIGHTERS for GIRLS』（以下『KOF for GIRLS』と表記）ではリョウ、包とともに「リョウチーム」を結成している。また『KOF for GIRLS』では『KOF XIV』と違い、口ヒゲは生やしていない。

## エピソード
『KOF完全読本』の付録CDにも収録された『美形会議』では『龍虎の拳』の美形キャラとして登場。アンディ・ボガードと共に会議のまとめ役を担当している。何かと血を吐く橘右京や、時折痛い所を突く八神庵に手を焼きながら、自身もたまにアンディをからかうことがある。一時期は『NBC』の美形キャラとして登場していた。アンディと同様、調子に乗り出すと会議とは全く無関係な不規則発言を飛ばしてくることがある（庵に指摘されて以降は落ち着いている）。
カプコンとのクロスオーバーでは同じく御曹司の格闘家という設定のケン（マスターズ財団）と共同で大会を開くなど、友好関係を維持している。ただし、ケンはクロスオーバー全てで出番があるのに対して、ロバートは『SNK VS. CAPCOM 激突カードファイターズ』の個別キャラクターカードしか出番がない。

## 技一覧

### 通常投げ
- 龍跳脚
- 首切り投げ

### 特殊技
- ローキック
- ボディブロー
- 三角跳び
- アッパー
- 匂龍降脚蹴り
- 龍翻蹴
- 二段足刀蹴り
- 飛燕龍神脚
- 裏拳（バックブロー）
- スライディングキック
- バーニングナックル
- 三段蹴り
- ダブルミドル
- レイジングキック
- ジャンピングヒール
- ヤンキーキック
- マッハ蹴り / マッハフェイント
- 回転蹴り

### 必殺技
- 龍撃拳
- 龍撃閃・上段
- 龍撃閃・下段
- 飛燕疾風脚
- 飛燕龍神脚
- 飛燕旋風脚
- 飛燕旋風脚フィニッシュ
- 幻影脚
- ビルトアッパー（龍牙）
- 極限流連舞脚
- 極限流連舞拳
- 旋円連舞脚
- 龍斬翔

### 超必殺技
- 覇王翔吼拳
- 龍虎乱舞
- 絶!!龍虎乱舞
- 滅・龍虎乱舞
- 無影疾風重段脚
- 無影旋風十段脚
- 飛燕疾風龍神脚
- 九頭龍閃
- 背牙龍
- 地龍背穿脚
- 飛龍跳襲脚
- 無影旋風龍斬翔

## キャスト

### 声優
格闘ゲームでの担当声優
- JAMES W. HOVE（初代『龍虎の拳』・デモ中のみ）
- 矢野栄路（現：や乃えいじ）（初代『龍虎の拳』・プレイ中）
- Kay稲毛（『龍虎の拳2』、『KOF'94』『KOF'95』『KOF XI』『KOF XII』『KOF XIII』、『NBC』）
  - 『KOF'95』までは「稲毛一弘」名義での出演。

- 小市慢太郎（『龍虎の拳外伝』、『KOF'96』から『KOF2003』まで）
- 四宮豪（『KOF XIV』以降の作品）

その他のゲームでの担当声優
- 四宮豪（『THE KING OF FIGHTERS ALLSTAR』）
- 岡本和浩（『THE KING OF FIGHTERS for GIRLS』）

その他の関連作品での担当声優
- 池田政典（アニメ『バトルスピリッツ 龍虎の拳』）
- Nick Sullivan（アニメ『バトルスピリッツ 龍虎の拳』英語版）
- 石川英郎（ドラマCD・電撃CD文庫『ザ・キング・オブ・ファイターズ'94』）
- 小板橋篤記（美形会議）
- 四宮豪（アニメ『THE KING OF FIGHTERS:DESTINY』）

### 俳優
- ティモシー・ローウェル（『龍虎の拳2』テレビCM）

## 関連人物
- リョウ・サカザキ - 親友、ライバル、修行仲間
- ユリ・サカザキ - 親友の妹、修行仲間
- タクマ・サカザキ - 師匠
- キング - 友人、ユリを救ってくれた人物、『KOF 2000』『KOF XV』でのチームメイト
- カーマン・コール - ガルシア財閥のエージェント、昔はロバートのボディガードでもあった人物
- ワイラー - フレアをめぐって対立した相手
- アルバート・ガルシア - 父
- シェリー・ガルシア - 母
- フレア・ローレンス - 幼馴染み
- 椎拳崇 - 『ザ・キング・オブ・ファイターズ』における同じ関西弁キャラクター